# Blahotický rybník I
Blahotický rybník I je jeden ze soustavy dvou rybníků na Červeném potoce východně od Slaného. Má podélný tvar. Je asi 400 metrů dlouhý a 123 metrů široký. Voda se do něj vlévá potokem od západu a opouští ho hrází na východě. Svůj název nese po Blahoticích, které se nacházejí na jeho severním břehu. Jižní břeh je zalesněn.

## Galerie

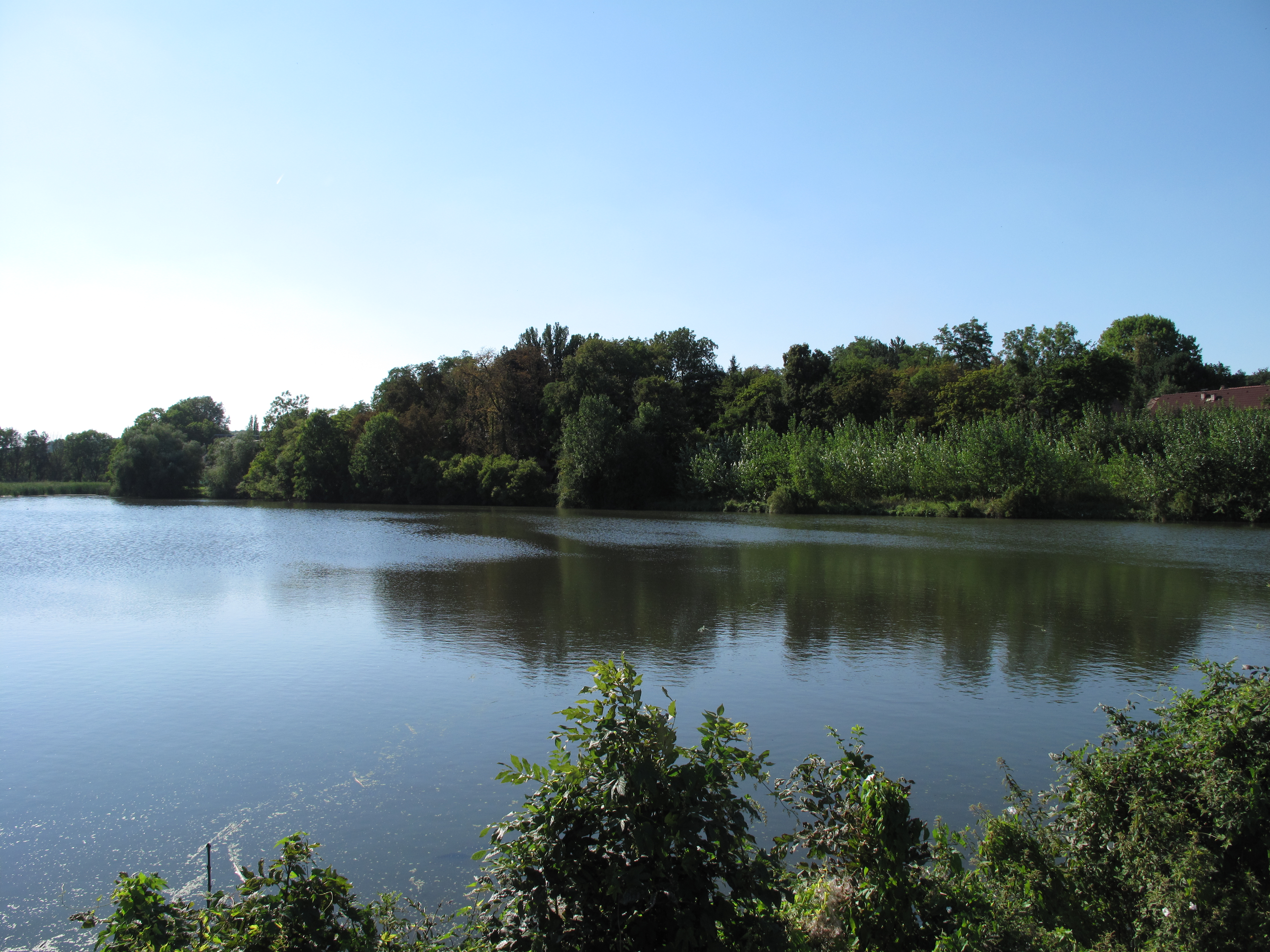
Pohled z hráze
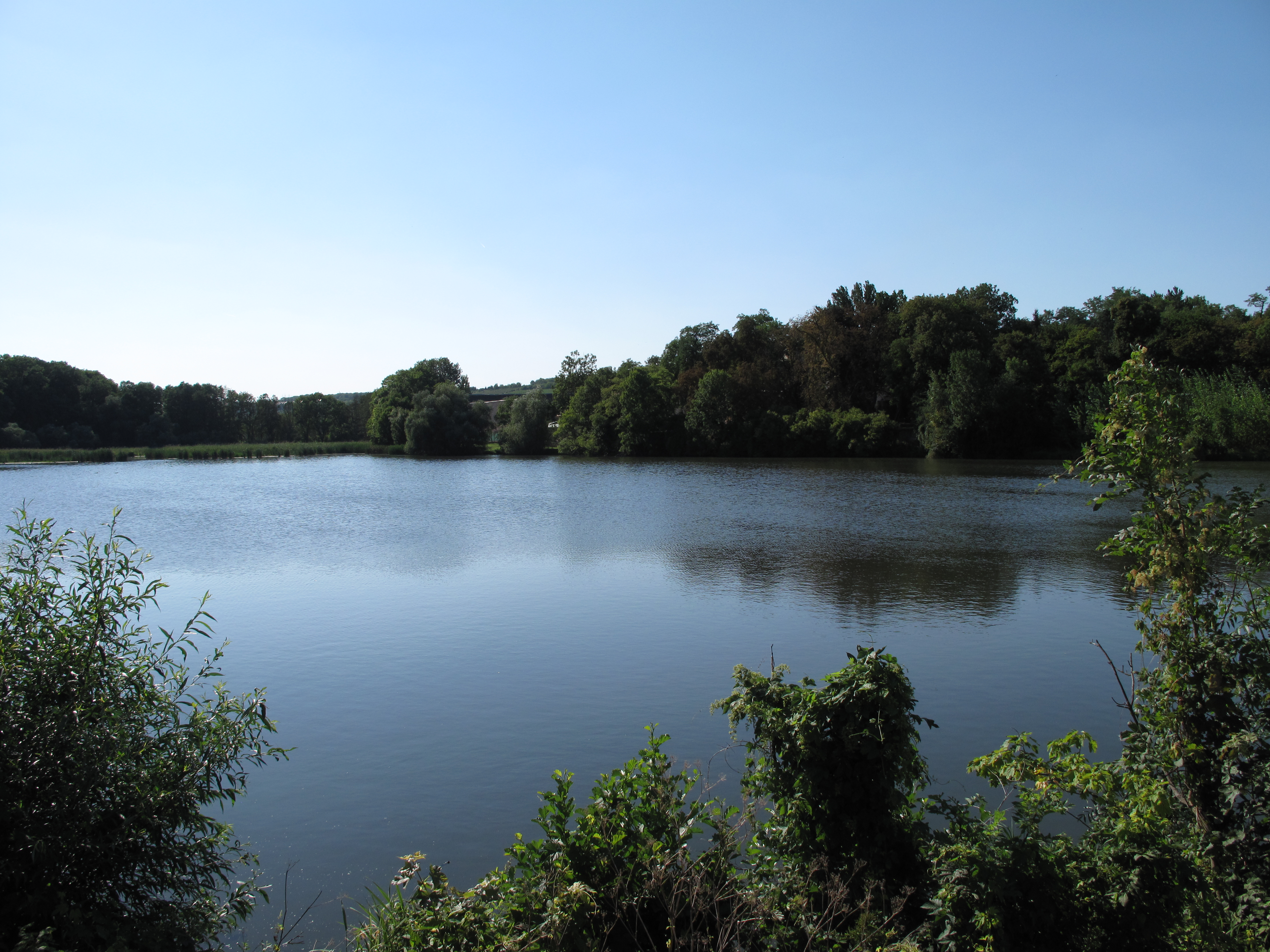
Pohled z hráze k ústí
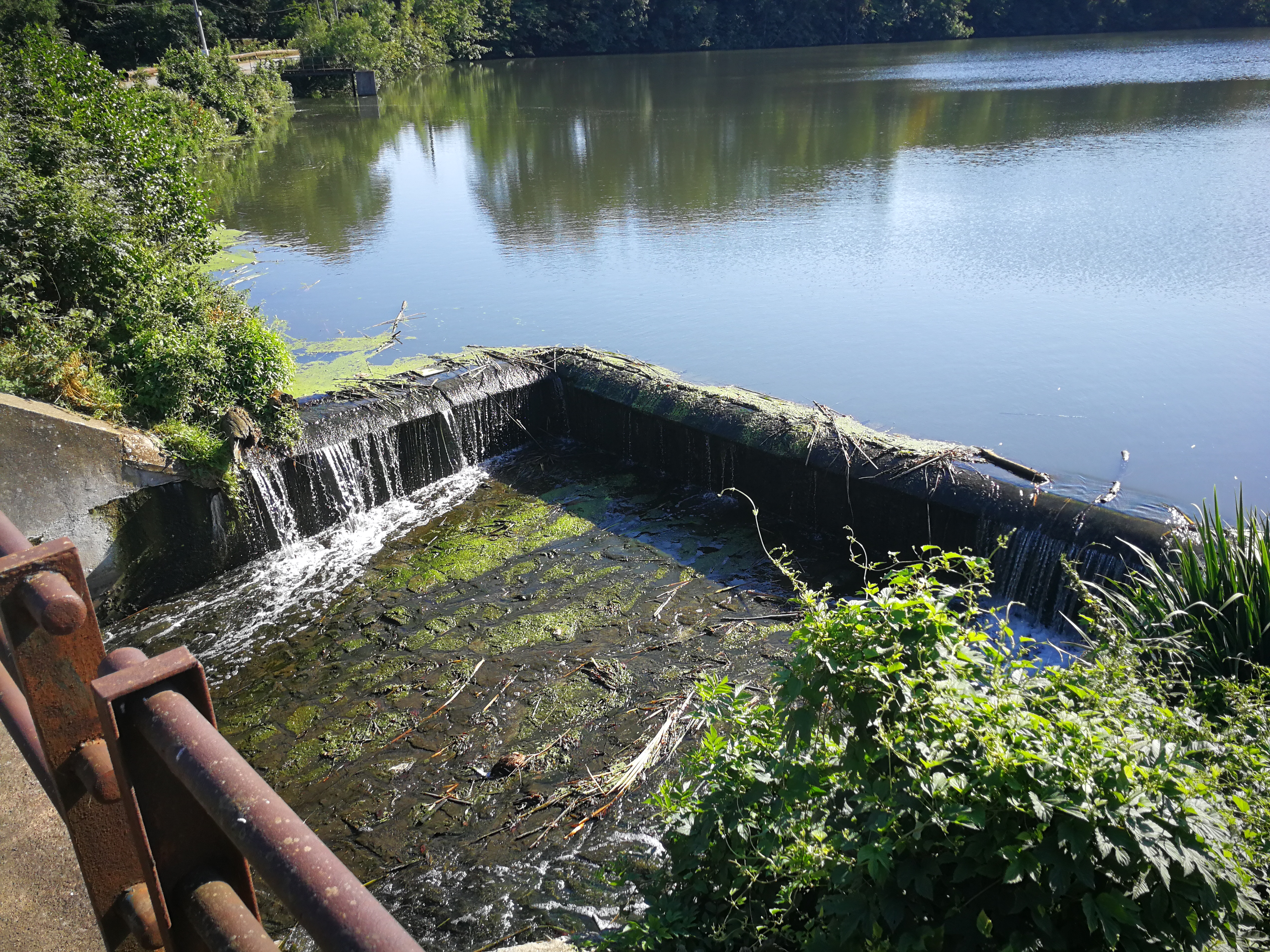
Přepad